# Ruch Młodej Polski
Ruch Młodej Polski – ugrupowanie polskiej opozycji antykomunistycznej, skupione wokół Aleksandra Halla i pisma „Bratniak”, powstałe w 1979, nawiązujące do prawicowej myśli politycznej, podkreślające jako swój pierwszoplanowy cel kwestię odzyskania przez Polskę pełnej niepodległości.

## Początki

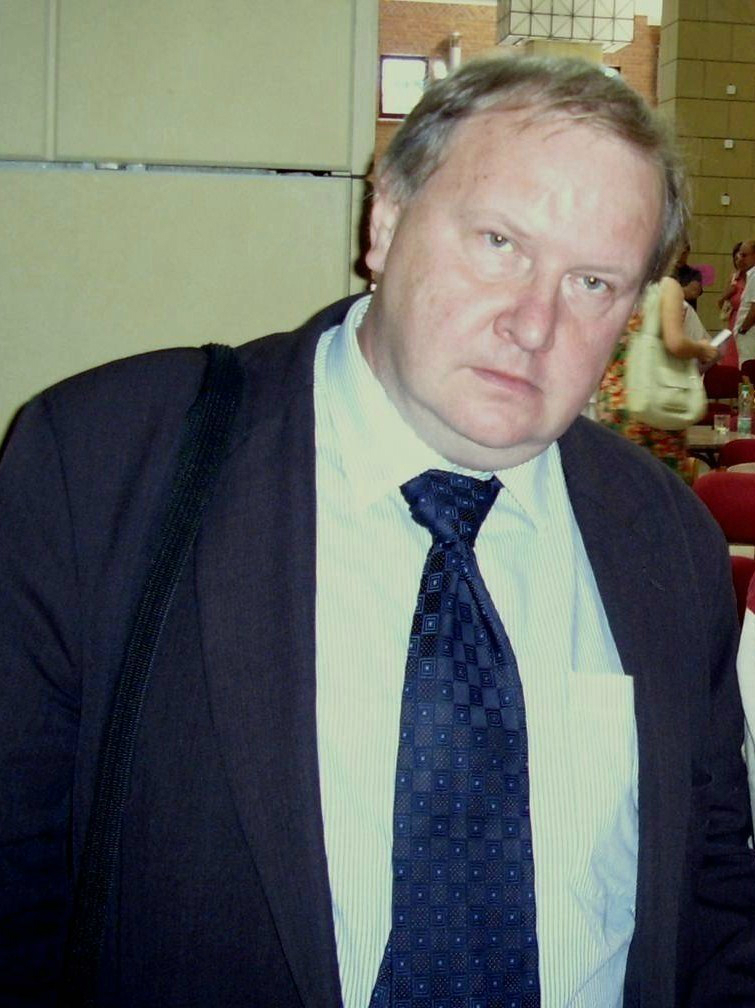
Aleksander Hall

RMP utworzony został w lipcu 1979 przez środowisko niektórych młodszych uczestników Ruchu Obrony Praw Człowieka i Obywatela, częściowo w reakcji na kryzys organizacyjny i personalny w ROPCiO. Planowane na 25–26 lipca w Hucie Kalnej spotkanie założycielskie zostało uniemożliwione przez Służbę Bezpieczeństwa, która zatrzymała większość uczestników. O powołaniu Ruchu poinformowano pod koniec lipca 1979, antydatując komunikat z tym związany na 19 lipca 1979.
Deklarację założycielską RMP ogłoszono 18 sierpnia 1979. Podpisało ją 25 osób: Aleksander Hall, Arkadiusz Rybicki, Mirosław Rybicki, Bożena Rybicka, Magdalena Modzelewska, Jan Samsonowicz, Dariusz Kobzdej, Piotr Dyk, Andrzej Słomiński, Grzegorz Grzelak, Danuta Grzelak, Ireneusz Gust, Zofia Kruszyńska-Gust, Gabriela Turzyńska, Andrzej Jarmakowski, Zbigniew Dulkiewicz, Izabela Dulkiewicz, Piotr Bystrzanowski, Leszek Jankowski (wszyscy Trójmiasto), Maciej Grzywaczewski (Warszawa, ale pochodzący z Gdańska), Jacek Bartyzel (Łódź), Marek Jurek, Piotr Mierecki, Krzysztof Nowak i Edward Maliszewski (wszyscy Poznań).
W deklaracji podkreślono jako główne cele: kwestię obrony praw człowieka oraz odzyskanie przez Polskę pełnej suwerenności. Jej twórcy odwoływali się przy tym do inspiracji narodowo-katolickiej oraz personalizmu chrześcijańskiego. Inspiracją koncepcji politycznej była myśl endecji Romana Dmowskiego. Zagadnienia ustrojowe i gospodarcze zostały w zasadzie pominięte. Podkreślono jedynie konieczność doboru realistycznych środków w dążeniu do postawionych celów.

## Działalność
Ugrupowanie nie miało sformalizowanej struktury, w tym organów kierowniczych, ani formalnego członkostwa. Wyznaczyło sześciu rzeczników, którzy mieli występować w imieniu Ruchu, bez określonych bliżej kompetencji. Byli to Aleksander Hall, Arkadiusz Rybicki, Jan Samsonowicz, Marek Jurek, Maciej Grzywaczewski i Jacek Bartyzel. Nieformalnym liderem był Aleksander Hall. Ruch pozostawał najbardziej aktywny w Trójmieście, w mniejszym zakresie w Poznaniu, Łodzi, Lublinie i Siedlcach.
Wśród uczestników RMP poza sygnatariuszami deklaracji założycielskiej byli m.in. Marian Piłka, Wiesław Parchimowicz, Sławomir Czarlewski, Lech Jeziorny, Wiesław Urbański, Bogusław Kiernicki, Tomasz Wołek, Zdzisław Bradel, Zbigniew Trafalski, Zenon Kwoka, Piotr Ogiński, Janusz Pierzchała, Janusz Majewski, Antoni Wręga, Konrad Turzyński, Jarosław Kapsa. Wśród licealistów zaangażowanych w grupy samokształceniowe Ruchu byli m.in. Adam Pawłowicz, Wiesław Walendziak, Jarosław Kurski, Wojciech Turek, Piotr Semka, Piotr Adamowicz.
Swoim autorytetem i radą wspierał działaczy RMP Wiesław Chrzanowski.
Ruch organizował razem z innymi środowiskami niezależnymi Trójmiasta, przede wszystkim z Wolnymi Związkami Zawodowymi manifestacje z okazji rocznic: odzyskania niepodległości 11 listopada 1918, Konstytucji 3 Maja, wydarzeń grudnia 1970. Inne ważne inicjatywy to tworzenie grup samokształceniowych dla młodzieży licealnej (Gdańsk, Siedlce), prowadzenie klubu dyskusyjnego (Łódź). Sekcję techniczną, która zajmowała się drukiem i kolportażem ulotek związanych z działalnością ugrupowania stworzył Mirosław Rybicki, kierował nią następnie Sławomir Soból. Z ugrupowaniem związane było pismo „Bratniak” oraz Wydawnictwo „Młoda Polska”.
Po wybuchu strajków w sierpniu 1980 członkowie RMP włączyli się aktywnie w działalność NSZZ „Solidarność”. Arkadiusz Rybicki, Grzegorz Grzelak, Maciej Grzywaczewski, Sławomir Czarlewski, Andrzej Jarmakowski i Bożena Rybicka pracowali np. w strukturach Komisji Krajowej NSZZ Solidarność”.
W grudniu 1980 w miejsce M. Grzywaczewskiego i J. Samsonowicza rzecznikami RMP zostali Marian Piłka, Lech Jeziorny, Piotr Ogiński i Mirosław Andrzejewski. W lipcu 1981 powołano nową radę rzeczników, której członkami zostali Aleksander Hall, Jacek Bartyzel, Zdzisław Bradel, Lech Jeziorny, Krzysztof Nowak, Janusz Majewski i Piotr Ogiński oraz radę programową (w składzie Aleksander Hall, Jacek Bartyzel, Zdzisław Bradel, Piotr Mierecki, Janusz Pierzchała, Marian Piłka, Arkadiusz Rybicki, Wiesław Urbański i Tomasz Wołek). Ta ostatnia nie odegrała większej roli.
W styczniu 1982 pozostający na wolności działacze Ruchu zawiesili jego działalność, ogłaszając, że oddają się do dyspozycji podziemnej „Solidarności”. m.in. Aleksander Hall został członkiem podziemnych władz Regionu Gdańskiego związku. W 1983 większość ukrywających się członków zdecydowała się na wyjście z podziemia i zrezygnowała z angażowania się w działalność „Solidarności”, poszukując innych form aktywności.
Środowisko RMP wydawało w latach 80. niezależne pisma: „Polityka Polska”, "Młoda Myśl" (Siedlce), "ABC", angażowało się w klub polityczny „Dziekania”, Klub im. Lecha Bądkowskiego (Gdańsk), Wielkopolski Klub „Ład i Wolność” (Poznań). Wśród nowych członków RMP byli m.in. Marek Gadzała, Jarosław Sellin, Rafał Matyja, Kazimierz Michał Ujazdowski. Do Ruchu należeli także: Cezary Kaźmierczak, Robert Kostro, Przemysław Maksymiuk, Michał Wojciechowicz.
Po 1989 członkowie RMP nie stworzyli jednego wspólnego środowiska, natomiast wielu jego członków było aktywnych w polskiej polityce w ramach nowo powstałych ugrupowań (ZChN, Forum Prawicy Demokratycznej, Koalicja Konserwatywna).